# Balun

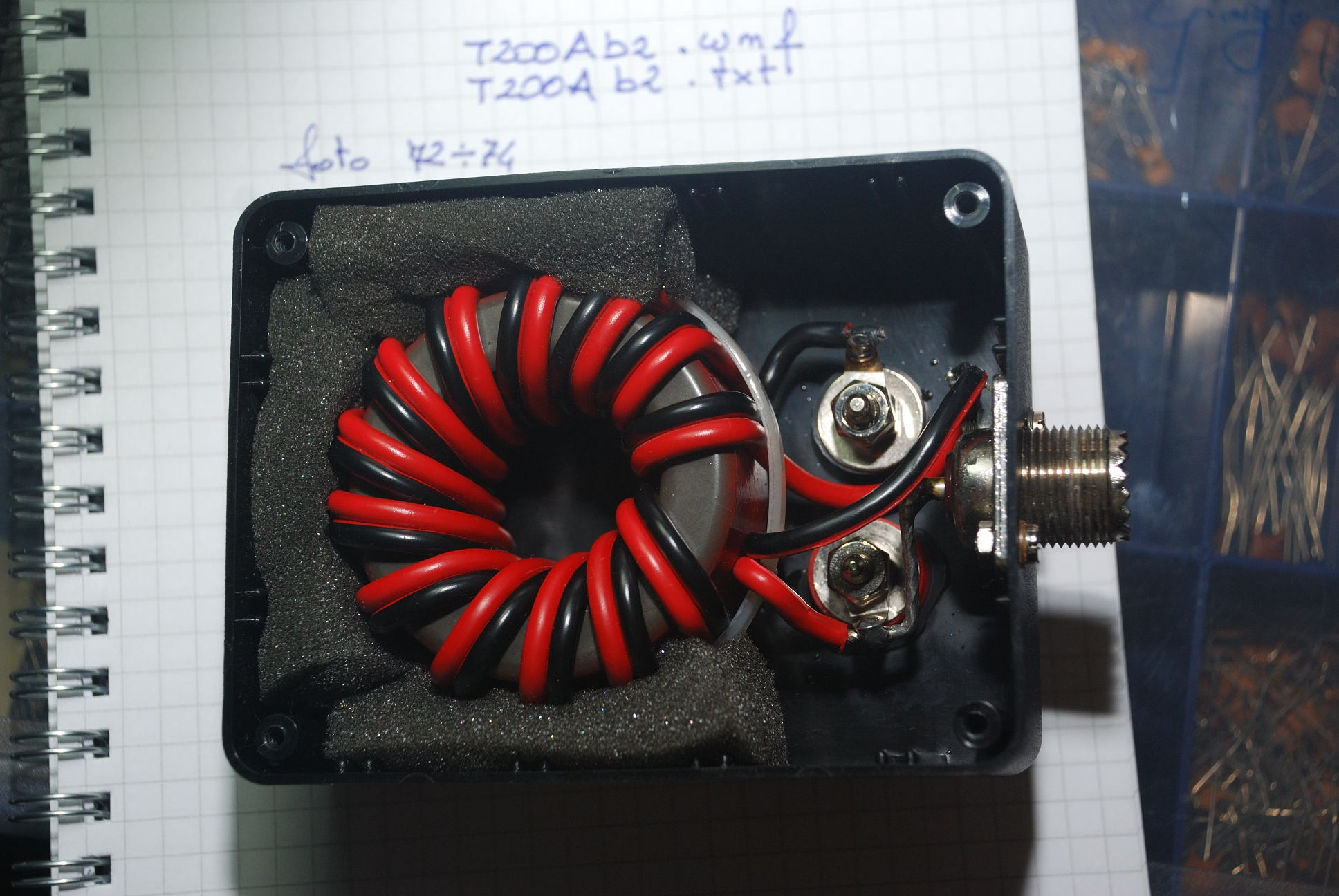
4:1-Balun eines italienischen Funkamateurs

Ein Balun (englisch balanced-unbalanced) ist in der Elektrotechnik und Hochfrequenztechnik ein Bauteil zur Wandlung zwischen einem symmetrischen und einem unsymmetrischen Leitungssystem. Vor allem in der Hochfrequenztechnik wird für das Bauteil auch die Bezeichnung Symmetrierglied verwendet. Baluns arbeiten in beide Richtungen.
Symmetrisch bedeutet, dass zwei gegen Massepotential gleich große gegenphasige Wechselspannungen vorliegen, beispielsweise bei Bandleitungen und symmetrischen Antennen. Die unsymmetrische Signalübertragung erfolgt im Wesentlichen über Koaxialkabel oder Streifenleitungen.
Oft wirken Baluns auch als Impedanzwandler zur Leistungsanpassung; vor allem in der Audiotechnik dienen Baluns auch zur Potentialtrennung.

## Aufbau

Balun mit Spartransformator

### Balun mit Transformator
Bei Frequenzen bis zu einigen 100 MHz verwendet man oft eine Anordnung aus einer Spule mit Mittelanzapfung, die auf Massepotential liegt. Diese Anordnung wirkt als Spartransformator. Aus den Gesetzmäßigkeiten eines Transformators folgt, dass an der symmetrischen Seite eine viermal so große Impedanz angeschlossen werden muss wie an der unsymmetrischen Seite. Durch getrennte Primär- und Sekundärwicklungen kann man Potentialtrennung erreichen. Es sind bei allen Bauformen auch andere Transformationsverhältnisse erzielbar.
In der Ausführung als Spartransformator liegt keine Potentialtrennung vor, da alle Wicklungen elektrisch miteinander verbunden sind. Die Mittelanzapfung liegt nur dann auf Massepotential, wenn an den beiden Anschlüssen der symmetrischen Seite dieselben Spannungen (in Betrag und Phase) gegenüber Masse anliegen, was z. B. beim Anschluss einer exakt symmetrischen Antenne oder symmetrischen Speiseleitung (Zweidrahtleitung), die keinen Umgebungseinflüssen unterliegt, gewährleistet ist.
Der Balun erzeugt keine Symmetrie, sondern verlangt Symmetrie. Es ist ein Leitungstransformator. Es gibt Ausführungen die mit Kernmaterial wie Ring oder Stab aus Eisenpulver- oder Ferritmischungen hergestellt wurden. Es sind jedoch auch Ausführungen als Luftspule möglich. Wichtig ist zu beachten, dass ein Balun immer nur in einem vorbestimmten Frequenzfenster und für eine max. Leistung gebaut sind. Das verwendete Kernmaterial legt die Frequenz und den Leistungsbereich fest. Wichtige Faktoren sind die Permeabilität und Sättigung des eingesetzten Kernmaterials im Balun. Am Ende ist es der Koppelfaktor auf den es ankommt. Bei größeren Leistungen oder höheren Übersetzungen werden Wicklungsdrähte mit spannungsfestem Isolationsmaterial wie Teflon verwendet. Tiefe Frequenzen verwenden Eisenpulvermischungen. Bei höhere Frequenzen kommen Ferritwerkstoffe unterschiedlicher Zusammensetzungen zum Einsatz.

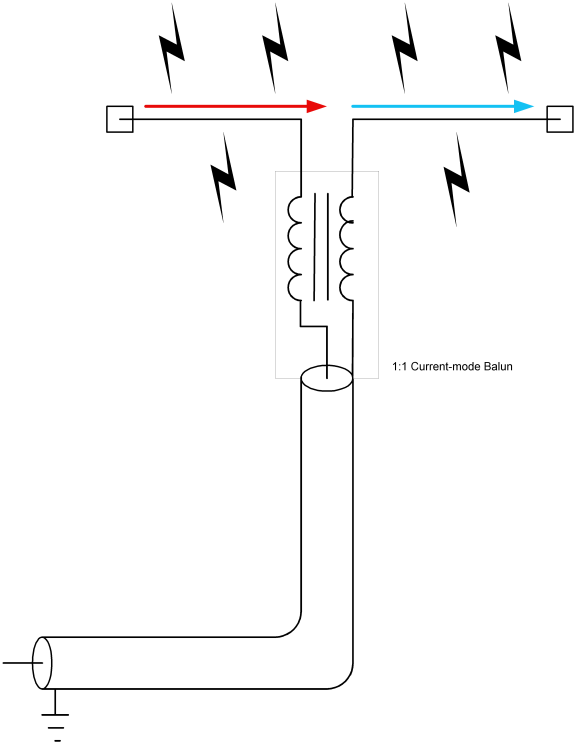
Balun mit stromkompensierter Drossel

### Stromkompensierte Drossel
Alternativ lässt sich eine Symmetrierung der Ströme bei asymmetrischer Speisung auch durch eine stromkompensierte Drossel erreichen. Eine mögliche Bauform ist das Winden eines Koaxialkabels um einen Ferritkern oder das Aufschieben von Ferrit-Perlen auf ein Koaxialkabel (Mantelwellensperre). Dann wirken Innen- und Außenleiter des Kabels wie Wicklungen eines Transformators mit einem Übersetzungsverhältnis von 1:1. In diesem Fall gibt es keine Impedanztransformation.
Den Aufbauten mittels Spulen (Drosselspule oder Spartransformator) bzw. Ferritperlen ist gemein, dass die Windungszahl und das verwendete Ferritmaterial für den Frequenzbereich geeignet gewählt sein müssen.

### Sperrtopf

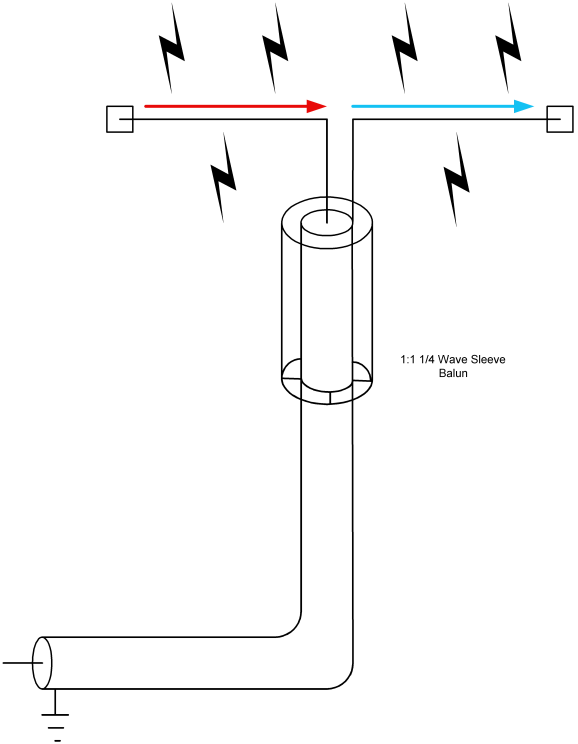
Balun mit Sperrtopf

Ähnlich wie die stromkompensierte Drossel kann auch ein sogenannter Sperrtopf Ströme symmetrieren und somit als Balun eingesetzt werden. Dieser wirkt für Gleichtaktsignale hochohmig, wie eine am Ende geschlossene λ/4-Lecherleitung.

### Balun-Schaltungen mit Verzögerungsleitungen

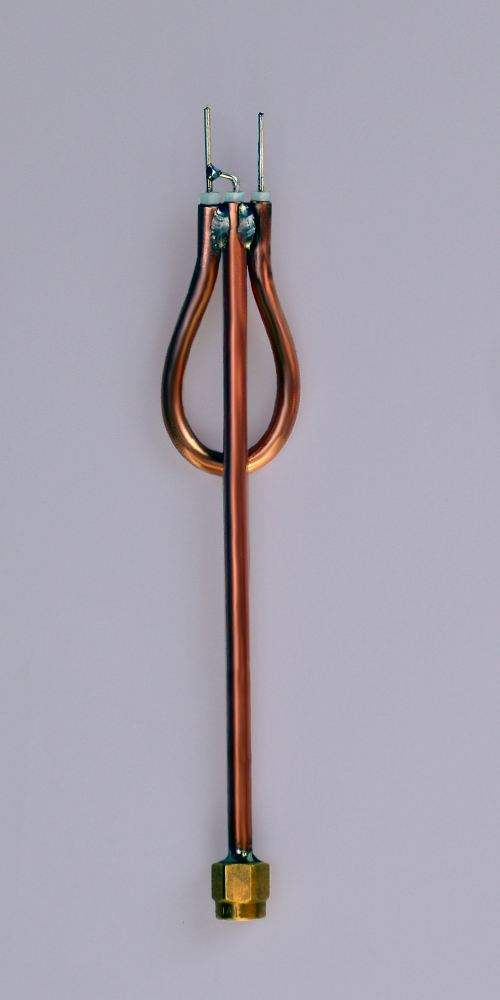
Praktischer Aufbau eines Symmetrierglieds (Balun) für ca. 1 GHz, bestehend aus einer λ/2-Umwegleitung aus Rigid-Koaxialkabel

Bei sehr hohen Frequenzen sind die Verluste von Verzögerungsleitungen geringer als die von Induktivitäten, deshalb verwendet man hier Schaltungen mit Verzögerungsleitung, die meistens als Koaxialkabel ausgeführt ist. Diese Schaltungen funktionieren jedoch nur in einem kleinen Frequenzbereich, weil die Länge der Leitung exakt ein bestimmtes Vielfaches der Wellenlänge λ betragen muss.
Im einfachsten Fall lässt sich eine Mantelwellensperre durch einen λ/4-Topfkreis erzielen. Ebenso wie bei der Schaltung mit stromkompensierter Drossel wird die Impedanz dadurch nicht verändert.
Ein Balun mit λ/2-Umwegleitung funktioniert so: Die Phasenlage einer Wechselspannung am Anschluss A (im Bild rechts oben) wird entlang der (kupferfarbenen) Leitung um 180° verschoben, die Beträge von Strom und Spannung ändern sich dadurch nicht. Die Spannung zwischen linkem Ende B und rechtem Ende A dieser Umwegleitung ist wegen der Gegenphasigkeit doppelt so hoch wie zwischen einem Ende und der Abschirmung.
Am linken Anschluss B des Baluns wird dieses phasengedrehte Signal mit der dortigen Wechselspannung parallel geschaltet. Deshalb addieren sich die Ströme der beiden Antennenhälften. Berechnet man den scheinbaren Widerstand zwischen A und B, so ergibt sich der vierfache Wert des Koax-Anschlusses.

### Balun-Schaltungen mit elektronischen Bausteinen

Symmetrische Ansteuerung einer Twisted-Pair-Leitung

Digitalsignale werden in Computern immer unsymmetrisch erzeugt bzw. verarbeitet. Die Übertragung der Signale zu anderen Computern erfolgt aber fast immer symmetrisch per Ethernet oder USB, weil so besonders geringe Störungen auftreten. Die erhebliche Bandbreite der Signale von Null bis zu einigen 100 MHz verbietet den Einsatz von Transformatoren, deshalb wird die Umwandlung durch schnelle elektronische Schaltungen vorgenommen, wie in nebenstehendem Bild gezeigt wird. Empfängerseitig ähnelt die Schaltung einem Differenzverstärker. Obwohl die Schaltungen wie Baluns wirken, werden sie üblicherweise nicht so bezeichnet.

## Anwendungen

### Hochfrequenztechnik

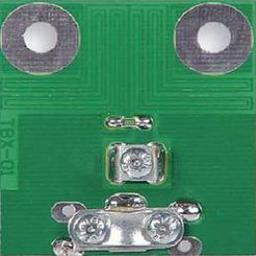
Balun zur Anpassung eines Faltdipols an ein Koaxialkabel

In der Hochfrequenztechnik setzt man zur Energieübertragung meistens Koaxialkabel (Wellenimpedanz 50, 60 oder 75 Ω) ein. Diese strahlen aufgrund ihres radialsymmetrischen Querschnitts im Gegentaktbetrieb idealerweise weder Energie ab noch nehmen sie Energie auf, wodurch sie keine Störungen verursachen. Voraussetzung für den Gegentaktbetrieb beim Koaxialkabel ist jedoch, dass der Schirm gegenüber der Erde keine hochfrequente Spannung aufweist. Man spricht bei Koaxialkabeln daher trotz ihres radialsymmetrischen Querschnitts von „unsymmetrischen Kabeln“, da im Idealfall nur der Innenleiter Potential aufweist, während der Schirm auf Erdpotential liegt. Antennen sind hingegen mitunter symmetrische Dipole, die an beiden Anschlusspolen eine Spannung gegenüber der Erde aufweisen. Daher führt ein direkter Anschluss eines Dipols an ein Koaxialkabel dazu, dass HF-Potential am Mantel anliegt und Mantelwellen entstehen können. Ein Balun ist daher oft Bestandteil von Antennenanlagen bei Kurzwelle, UKW und UHF. Bei offenen λ/2-Dipolantennen ist die Impedanz nahe 75 Ω; beim Anschluss an Koaxialkabel mit 75 Ω Wellenimpedanz ist keine Impedanztransformation nötig und es können Baluns verwendet werden, die nach dem Prinzip der Mantelwellensperre arbeiten. Hingegen ist bei Faltdipolen, wie sie beispielsweise in Yagi-Antennen verwendet werden, die Impedanz ca. 300 Ω; für koaxiale Antennenkabel mit 75 Ω Wellenimpedanz ist eine 4:1-Impedanztransformation notwendig (Balun mit Spartrafo oder λ/2-Umwegleitung).
Baluns werden auch zwischen den symmetrischen Bandleitungen und asymmetrischen Koaxialkabeln verwendet. Hier ist meist zusätzlich eine Impedanztransformation nötig. Die Wellenimpedanz der Bandleitung mit beispielsweise 240 Ω ist etwa das Vierfache der Wellenimpedanz typischer Koaxialkabel mit 50…75 Ω, daher können auch hier Balun-Schaltungen mit 4:1-Impedanztransformation eingesetzt werden.
Erfolgt eine Impedanztransformation zwischen zwei unsymmetrischen Leitungssystemen, so ist landläufig oft ebenfalls die Rede von einem „Balun“. In diesem Fall wäre jedoch Unun die korrekte Bezeichnung.

### Audiotechnik
In der Audiotechnik werden oft symmetrische Leitungsverbindungen (etwa zwischen Mikrofon und Mischpult) genutzt, um Gleichtaktstörungen zu unterdrücken. Instrumente und Verstärker werden dagegen häufig asymmetrisch verbunden. Möchte man ein asymmetrisches Instrumentensignal in einen symmetrischen Mikrofon-Eingang eines Mischpults einspeisen, kann zur Symmetrierung ein als Transformator ausgeführtes Balun mit getrennten Primär- und Sekundärwicklungen eingesetzt werden. Dieser wird meist als Übertrager bezeichnet. Der Übertrager sorgt auch für eine Impedanz-Anpassung zwischen Instrument und Mischpult.
Diese Schaltungen werden jedoch heute oft durch Symmetrier- und Desymmetrierverstärker ersetzt. Diese kosten wesentlich weniger, erzeugen weniger Verzerrungen, haben eine hohe Gleichtaktunterdrückung und einen extrem linearen Frequenzgang. Dafür besteht keine Potentialtrennung, wenn sowohl am Eingang wie am Ausgang eine elektronische Lösung genutzt wird.
Übertrager dagegen ermöglichen eine vollständige Potentialtrennung. Dafür verzerren sie insbesondere bei hohen Pegeln, haben nur moderate Gleichtaktunterdrückungen, haben Einschränkungen im Frequenzgang und erzeugen zusätzliches Rauschen.

## Belege
1. ↑  karinya.net – the Website of Steve & Betsy Hunt: Amateur Radio (G3TXQ) – Common-mode chokes, abgerufen am 22. August 2023.
2. ↑  Karl Rothammel, Alois Krischke: Rothammels Antennenbuch, 12. Auflage. DARC Verlag Baunatal, ISBN 978-3-88692-033-4. Unterabschnitt 7.4.1.2: Viertelwellen-Sperrtopf.